# Jeanette Zacarias Zapata
Pour les articles homonymes, voir Zacarias et Zapata.
Jeanette Zacarías Zapata, connue sous le surnom de La Chiquitaboom, était une boxeuse mexicaine née le 6 juin 2003 à Aguascalientes et morte le 2 septembre 2021 à Montréal.

## Biographie et trajectoire sportive
Elle est née le 6 juin 2003 en Aguascalientes, au Mexique. Elle a commencé sa carrière dans la boxe professionnelle le 27 janvier 2018 à quinze ans. Elle a disputé six combats ; en a remporté deux et a perdu les quatre autres.
À douze ans, son père l'inscrit dans des cours de boxe avec l'objectif qu'elle se forme aux techniques de défense personnelle afin de réagir au mieux en cas d'attaque

### Décès
Jeanette Zacarías Zapata a été atteinte gravement par son adversaire, la boxeuse canadienne Marie-Pier Houle, dans un combat tenu dans la ville de Montréal le 28 août 2021. Elle a conséquemment commencé à convulser sur le sol du ring. Elle a ensuite été hospitalisée à l'Hôpital du Sacré-Coeur-de-Montréal, où elle est restée cinq jours dans le coma avant de mourir. La dépouille de la boxeuse est arrivée dans sa ville natale le 17 septembre. Ce jour-là, sa famille, ses amis et amies et compagnons de gymnase lui ont fait leurs adieux. Le cortège a parcouru différents quartiers de la ville, et le lendemain ont eu lieu les funérailles après lesquelles elle a été inhumée dans le cimetière municipal.
Une enquête du coroner a été entreprise à la suite de son décès. Personne ne sera désigné responsable de ce qui sera considéré officiellement comme un accident. Son décès a mis en lumière les dangers associés au rôle de faire-valoir qui est tenu par un nombre de plus en plus important de boxeurs et boxeuses mexicaines depuis 2017 au Québec. 

## Fiche professionnelle
| 2 victoires, 4 défaites |                     |                     |            |                                          |
| Résultat                | Rival               | Faute               | Date       | Lieu de la rencontre                     |
| Défaite                 | Marie Pier Houle    | Arrêt de l'arbitre  | 28/08/2021 | Stade IGA, Montreal                      |
| Défaite                 | Cynthia Lozano      | KO                  | 14/05/2021 | Arena Coliseo, Reynosa                   |
| Victoire                | Veronica Diaz Marin | Décision aux points | 18/08/2018 | Pabellón de Arteaga                      |
| Défaite                 | Heidy Martinez      | Décision aux points | 07/04/2018 | Auditorio Deportivo, Pabellón de Arteaga |
| Défaite                 | Alma Ibarra         | Abandon             | 09/11/2018 | Arena José Sulaimán, Monterrey           |
| Victoire                | Fernanda Camarillo  | Décision aux points | 27/01/2018 | Auditorio Deportivo, Pabellón de Arteaga |